# Pärlor av glas
Albums de Lisa Ekdahl
Olyckssyster
(2004) Give Me That Slow Knowing Smile
(2009)
Pärlor av glas est le dixième album de Lisa Ekdahl (textes et musique), sorti en janvier 2006, produit par Lars Winnerbäck.

## Titres
| No  | Titre                            | Durée |
| --- | -------------------------------- | ----- |
| 1.  | Vraket                           | 3:44  |
| 2.  | Där ser du själv hur högt du når | 3:56  |
| 3.  | Ge det om du kan                 | 4:07  |
| 4.  | Hjärtat var rispat               | 5:25  |
| 5.  | Nästan glad                      | 6:10  |
| 6.  | Ljudlöst och salt                | 4:44  |
| 7.  | Ljug för mig älskling            | 4:50  |
| 8.  | Kan någon själ begripa           | 3:29  |
| 9.  | Uppe bland träden                | 5:03  |
| 10. | Korsförhör Mig                   | 3:53  |
| 11. | I badet                          | 5:29  |